# مشروع قاعدة بيانات جينوم إنسنبل
 انسمبل هو متصفح الجينوم للالجينومات الفقارية التي تدعم البحوث في الجينوم المقارنة، تطور، تسلسل الاختلاف والتنظيم النسخي. إنسمبل يشرح الجينات، ويحسب التحالفات متعددة، ويتنبأ وظيفة التنظيمية ويجمع بيانات المرض. وتشمل أدوات إنزمبل بلاست، بلات، بيومارت ومتغير تأثير متغير (فيب) لجميع الأنواع المدعومة. إنسمبل يخلق، يدمج ويوزع مجموعات البيانات المرجعية وأدوات التحليل التي تمكن علم الجينوم.

## الجينومات المفضلة
- بشر
- فئران
- سمك "الزرد"

## المواضيع المتاحة على الموقع
1. ايجاد التعبيرات الجينيه للجين المطلوب,
2. مقارنه جينات الانواع المختلفه من الكائنات الحيه ,
3. استرداد سلسله الجينات